# Vanja Ilić
Vanja Ilić (serbisch-kyrillisch Вања Илић; * 25. Februar 1993 in Belgrad, BR Jugoslawien) ist ein serbischer Handballspieler.

## Karriere

### Verein
Der 1,86 m große Linksaußen lernte das Handballspielen beim RK Partizan Belgrad und beim RK Sinđelić Belgrad. Bei den Erwachsenen spielte er zunächst für den RK PKB in Belgrad. Mit Partizan gewann er nach seiner Rückkehr in der Saison 2011/12 die Meisterschaft, 2011/12 und 2012/13 den Pokal sowie 2011/12 und 2012/13 den Supercup. Nach kurzen Stationen bei RK Rabotnički Kragujevac und erneut Partizan wechselte der Außenspieler 2016 nach Nordmazedonien zu RK Metalurg Skopje. In der Spielzeit 2018/19 lief er in der spanischen Liga Asobal für BM Logroño La Rioja auf. Seit 2019 steht er beim französischen Erstligisten C’ Chartes Métropole HB unter Vertrag. Seit Sommer 2023 ist er Kapitän der Mannschaft.

### Nationalmannschaft
In der serbischen A-Nationalmannschaft debütierte Ilić im Jahr 2015. Bei der Sommer-Universiade 2015 gewann er mit der Studentenauswahl die Silbermedaille. Er stand im Aufgebot für die Europameisterschaften 2018, 2020 und 2022 sowie die Weltmeisterschaften 2019 und 2023. Bisher bestritt er 83 Länderspiele, in denen er 120 Tore erzielte.

## Privates
Sein älterer Bruder Nemanja ist ebenfalls Handballnationalspieler.